# پروستردنی پوریتشی
پروستردنی پوریتشی (به لاتین: Prostřední Poříčí) یک منطقهٔ مسکونی در جمهوری چک است که در ناحیه بلانسکو واقع شده‌است. پروستردنی پوریتشی ۴٫۸ کیلومتر مربع مساحت و ۲۵۸ نفر جمعیت دارد و ۳۷۰ متر بالاتر از سطح دریا واقع شده‌است.